# Högemålsbrantens naturreservat

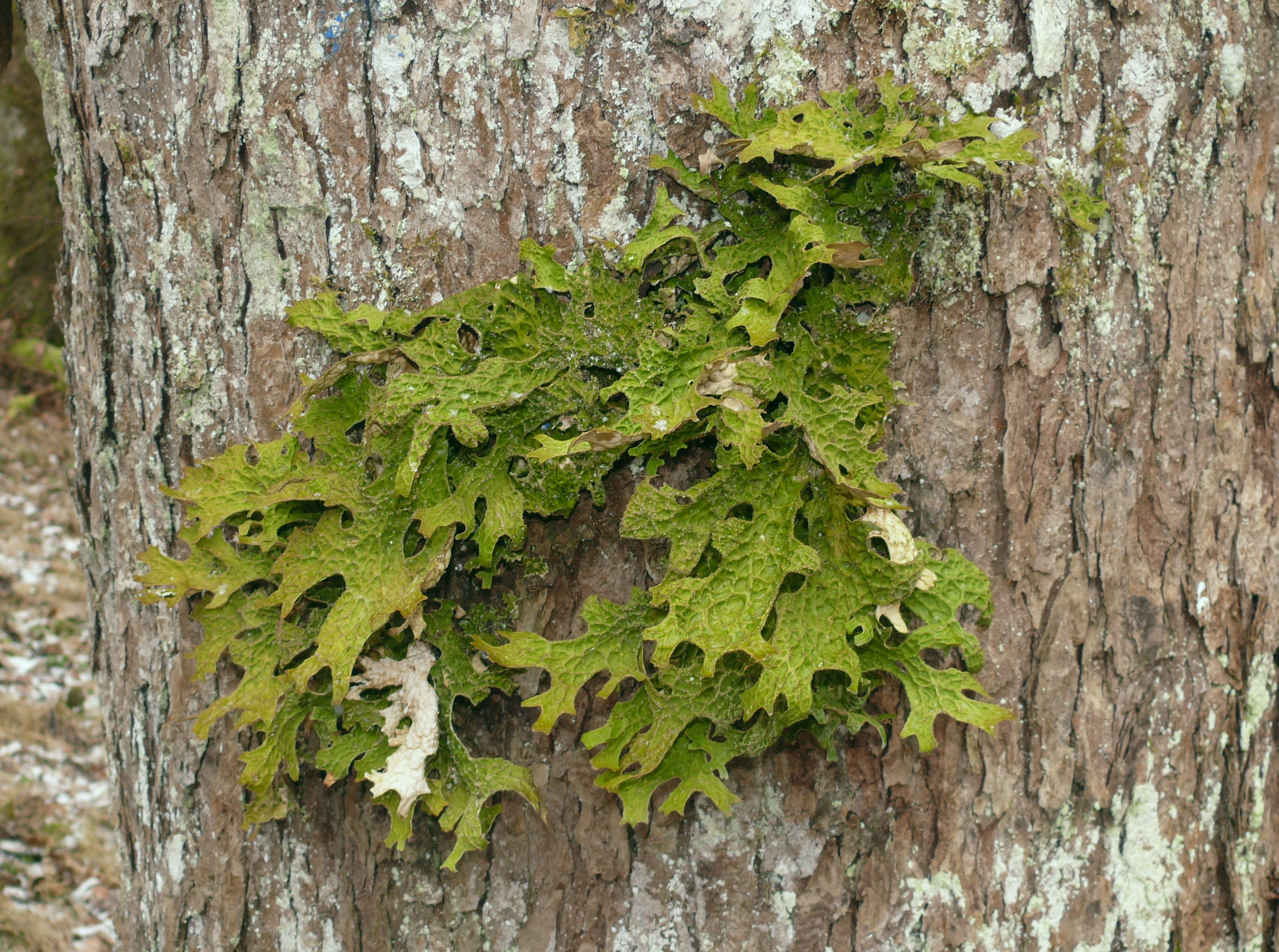
Lunglav

Högemålsbranten är ett naturreservat i Jönköpings kommun i Småland.
Reservatet är skyddat sedan 2011 och är 13 hektar stort. Det är beläget 5 km nordost om Örserum och är ett område med lövskog och är en del Östra Vätterbranterna.
Högemålsbranten är en 1 km lång svårtillgänglig sprickdal med 60 meter skillnad mellan den högsta och lägsta punkten. Området har många stora stenblock och berghällar. Under lång tid har det där vuxit skog och området är nu täckt av lövskog. Där växer gamla grova aspar, lönn, tall och buskar av hassel. I branterna finns rikligt med döda träd och död ved. Flera rödlistade lavar och mossor har hittats. Lunglav och gelélavar förekommer liksom aspfjädermossa, korallblylav och ärgmossa.